# Magasa
Magasa là một đô thị thuộc tỉnh Brescia dans la Lombardia ở Ý. Đô thị này có diện tích 19 km², dân số thời điểm 31 tháng 12 năm 2006 là 169 người.
Đô thị này có các làng sau: Cadria.
Đô thị này giáp với các đô thị sau: Bondone, Tiarno di Sopra, Tignale, Tremosine, Valvestino.